# Ilario Galimberti
Ilario Galimberti (Barlassina, 14 gennaio 1926 – Barlassina, 13 febbraio 2019) è stato un imprenditore italiano, presidente di Galimberti S.p.A., che si occupa di vendita al dettaglio e all'ingrosso di elettronica di consumo ed elettrodomestici. La società aderisce al gruppo Euronics, di cui gestisce 34 negozi.

## Biografia
Primogenito di una famiglia composta da quattro figli, incomincia lavorare come elettricista all'età di 14 anni presso l'azienda di un parente a Seregno.
Allo scoppiare del secondo conflitto mondiale combatte come partigiano. Alla fine della guerra incomincia a lavorare come impiantista elettricista presso l'ACNA (Azienda Coloranti Nazionali e Affini) di Cesano Maderno.
In quegli anni conosce Luigia Cattaneo, una sua compagna di lavoro, con cui si fidanzerà e anni dopo sposerà.
Insieme con Luigia, nel 1954, abbandona il lavoro fisso e incomincia a muovere i primi passi nel mondo della distribuzione con un piccolo negozio di lampadine, fornelli a gas e lampadari. 
Negli anni '60 è tra i maggiori promotori dell'introduzione degli elettrodomestici a incasso sul mercato italiano.
Nel febbraio del 2014, a seguito dell'acquisizione di Derta spa, Galimberti risulta essere presente in sei regioni italiane con 34 punti vendita con l'insegna Euronics.

## Onorificenze e Premi
Il 12 giugno 2012 riceve in Senato il premio nella categoria "Innovazione nel commercio" come Presidente del gruppo Galimberti-Euronics grazie al progetto "Punto vendita 3.0" a Seregno e Como.